# Paul van Zeeland
Paul van Zeeland (Soignies, 11 de novembro de 1893 – Bruxelas, 22 de setembro de 1973) foi um político da Bélgica.
Ocupou o lugar de primeiro-ministro da Bélgica (ou ministro-presidente) de 25 de Março de 1935 a 24 de Novembro de 1937.